# أوبن أيه آي
أَوْبَن أيه آي (تُكتب في الإنكليزية OpenAI بوَصْلِ كلمتَيْها) منظمة بحثية أمريكية للذكاء الاصطناعي تأسست في ديسمبر 2015 ومقرها في سان فرانسيسكو، كاليفورنيا. تتمثل مهمتها المعلنة في تطوير ذكاء عام اصطناعي (AGI) "آمن ومفيد"، والذي تعرفه بأنه "أنظمة عالية الاستقلالية تتفوق على البشر في العمل الأكثر قيمة اقتصاديًا". بصفتها منظمة رائدة في طفرة الذكاء الاصطناعي المستمرة، تشتهر أوبن أيه آي بعائلة جي بي تي GPT من نماذج اللغة الكبيرة، وسلسلة دال-إي (DALL-E) لتوليد الصور من النص، ونموذج تحويل النص إلى الفيديو المسمى سورا. يُنسب إلى إصدارها لبرنامج شات جي بي تي في نوفمبر 2022 تحفيز الاهتمام الواسع النطاق بالذكاء الاصطناعي التوليدي.
تتكون المنظمة من شركة أوبن للذكاء الاصطناعي غير الربحية، المسجلة في ولاية ديلاوير، والشركة التابعة لها التي تهدف إلى الربح والتي تم تقديمها في عام 2019، OpenAI Global, LLC. تمتلك شركة مايكروسوفت ما يقرب من 49 % من أسهم أوبن أيه آي، بعد أن استثمرت 13 مليار دولار أمريكي. كما توفر موارد الحوسبة لشركة أوبن أيه آي من خلال منصتها السحابية، مايكروسوفت أزور.
في عامي 2023 و2024، واجهت شركة أوبن دعاوى قضائية متعددة بتهمة انتهاك حقوق التأليف والنشر ضد المؤلفين وشركات الإعلام التي استُخدمت أعمالها لتدريب بعض منتجات أوبن. أقال مجلس إدارة أوبن في نوفمبر 2023 سام ألتمان من منصب الرئيس التنفيذي، مشيرًا إلى عدم الثقة فيه، لكنه أعاد تعيينه بعد خمسة أيام بعد مفاوضات أسفرت عن إعادة تشكيل مجلس الإدارة. غادر العديد من الباحثين في مجال سلامة الذكاء الاصطناعي شركة أوبن في عام 2024.

## التاريخ
في أكتوبر 2015، أعلن إيلون ماسك، وسام التمان والمستثمرين الآخرين تشكيل المنظمة، والتعهد بأكثر من مليار دولار للمشروع.
في 27 أبريل 2016، أصدرت أوبن النسخة التجريبية من «أوبن أيه آي جيم» (بالإنجليزية: OpenAI gym)، وهي منصة لأبحاث التعليم المعزز.
في 5 ديسمبر 2016، أصدرت أوبن أيه آي «يونيفرس»، وهي منصة برمجيات لقياس وتدريب الذكاء الاصطناعي العام.
خلال البطولة العالمية للعبة دوتا 2 في أغسطس 2017, أوبن أيه آي سمحت لآلي بوت متعلم ذاتيا أن يلعب 1 ضد 1 مع لاعب دوتا 2 محترف، ديندي، هو الذي لعب ضده خلال بث حي وخسر. بعد اللعبة، أوضح كتو غريغ بروكمان أن البوت قد تعلم من خلال اللعب ضد نفسه لمدة أسبوعين، وأن برنامج التعلم كان خطوة في اتجاه إنشاء البرمجيات التي يمكنها التعامل مع مهام معقدة أكثر «مثل العمليات الجراحية».

### 2015-2018: البدايات غير الربحية

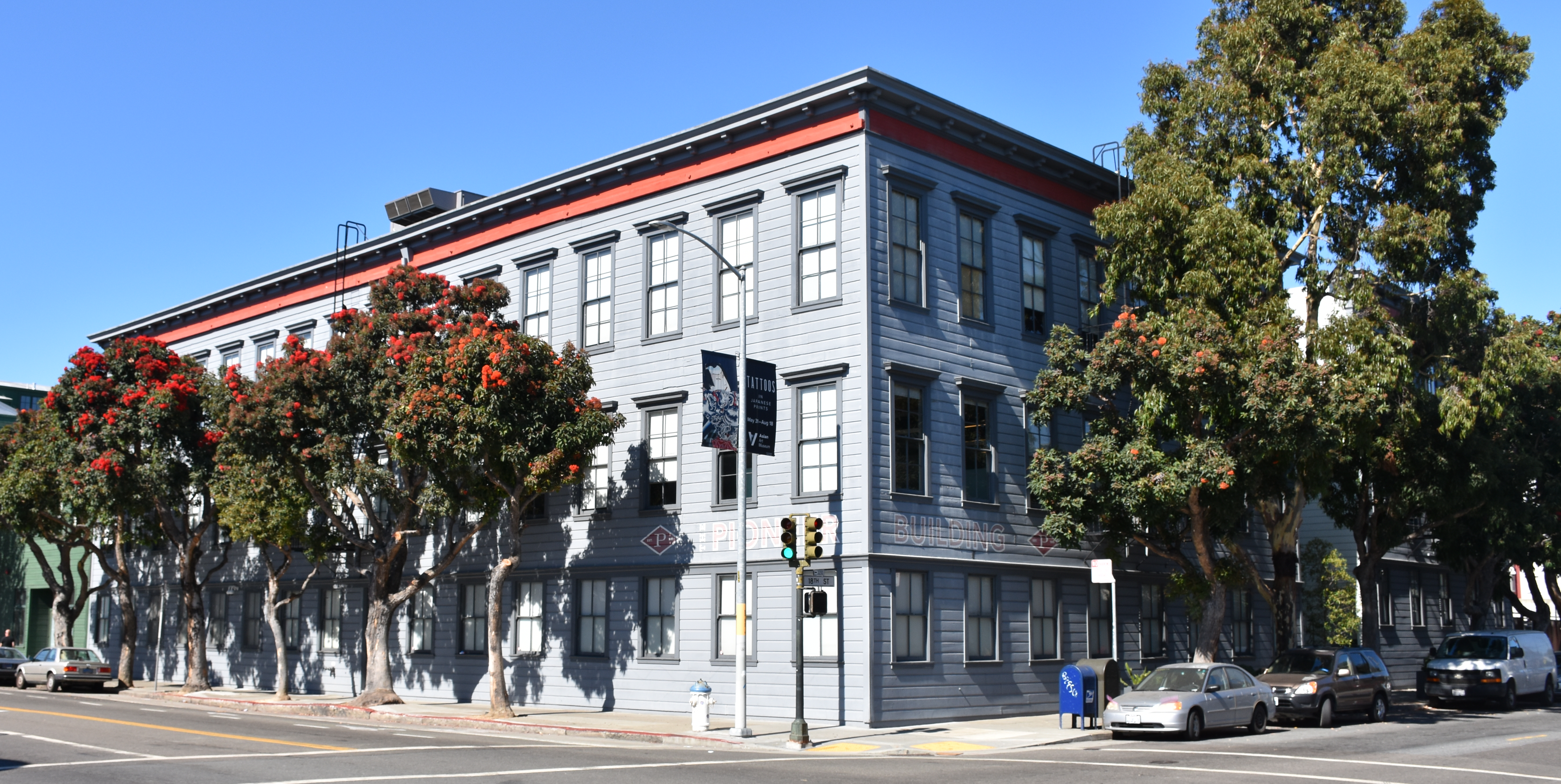
المقر الرئيسي السابق في مبنى بايونير في سان فرانسيسكو

في ديسمبر 2015، أسس سام ألتمان، وإيلون ماسك، وإيليا سوتسكيفر، وغريغ بروكمان، وتريفور بلاكويل، وفيكي تشيونغ، وأندريه كارباثي، ودورك كينغما، وجون شولمان، وباميلا فاجاتا، وفويتشخ زاريمبا، منظمة "أوبن إيه آي"، مع سام ألتمان وإيلون ماسك كرئيسين مشاركين. تم التعهد بتقديم مليار دولار أمريكي في المجموع من قبل سام ألتمان، وغريغ بروكمان، وإيلون ماسك، وريد هوفمان، وجيسيكا ليفينغستون، وبيتر ثيل، وخدمات أمازون ويب، وإنفوسيس، وواي كومبناتور. بلغ المبلغ الإجمالي الفعلي المجمع للمساهمات 130 مليون دولار فقط حتى عام 2019. وفقًا لتحقيق أجرته تك كرانش، كان ماسك أكبر متبرع بينما لم تساهم واي كومبناتور بأي شيء على الإطلاق. ذكرت المنظمة أنها ستشارك "بشكل حر" مع المؤسسات والباحثين الآخرين من خلال إتاحة براءات اختراعها وأبحاثها للعامة. تم تشغيل "أوبن إيه آي" في البداية من غرفة معيشة بروكمان. تم نقل مقرها لاحقًا إلى مبنى بايونير في منطقة ميشن في سان فرانسيسكو.
وفقًا لمجلة وايرد، التقى بروكمان بيوشوا بنجيو، أحد "الآباء المؤسسين" للتعلم العميق، ووضع قائمةً بـ"أفضل الباحثين في هذا المجال". تمكن بروكمان من توظيف تسعة منهم كأول موظفين في ديسمبر 2015. في عام 2016، دفعت "أوبن إيه آي" رواتب على مستوى الشركات (بدلًا من مستوى المنظمات غير الربحية)، لكنها لم تدفع لباحثي الذكاء الاصطناعي رواتب تقارن بتلك التي تدفعها فيسبوك أو جوجل.
صرح بيتر لي من مايكروسوفت أن تكلفة أفضل باحث في مجال الذكاء الاصطناعي تتجاوز تكلفة أفضل لاعب كوارترباك محتمل في دوري كرة القدم الأمريكية. جذبت إمكانات "أوبن إيه آي" ومهمتها هؤلاء الباحثين إلى الشركة؛ قال أحد موظفي جوجل إنه كان على استعداد لمغادرة جوجل إلى "أوبن إيه آي" "جزئيًا بسبب المجموعة القوية جدًا من الأشخاص، وإلى حد كبير جدًا، بسبب مهمتها". صرح بروكمان بأن "أفضل شيء يمكنني تخيله هو تقريب البشرية من بناء ذكاء اصطناعي حقيقي بطريقة آمنة". صرح وفويتشخ زاريمبا، الشريك المؤسس لـ"أوبن إيه آي"، أنه رفض عروضًا "جنونيةً على حافة الجنون" تقدر بمضاعفة قيمته السوقية مرتين أو ثلاث مرات للانضمام إلى "أوبن إيه آي" بدلًا من ذلك.
في أبريل 2016، أصدرت "أوبن إيه آي" نسخةً تجريبيةً عامةً من "أوبن إيه آي جيم"، وهي منصتها للبحوث في التعلم التعزيزي. قدمت إنفيديا أول كمبيوتر عملاق من طراز DGX-1 إلى "أوبن إيه آي" في أغسطس 2016 لمساعدتها في تدريب نماذج ذكاء اصطناعي أكبر وأكثر تعقيدًا مع القدرة على تقليل وقت المعالجة من ستة أيام إلى ساعتين. في ديسمبر 2016، أصدرت "أوبن إيه آي" "يونيفرس"، وهي منصة برامج لقياس وتدريب الذكاء العام للذكاء الاصطناعي عبر إمدادات العالم من الألعاب ومواقع الويب والتطبيقات الأخرى. 
في عام 2017، أنفقت "أوبن إيه آي" 7.9 مليون دولار أمريكي، أو ربع نفقاتها التشغيلية، على الحوسبة السحابية وحدها. في المقابل، بلغت النفقات الإجمالية لديب مايند في عام 2017 نحو 442 مليون دولار أمريكي. في صيف عام 2018، تطلب تدريب روبوتات "أوبن إيه آي" على لعبة دوتا 2 استئجار 128000 وحدة معالجة مركزية و256 وحدة معالجة رسومات من جوجل لعدة أسابيع.
في عام 2018، استقال ماسك من مقعده في مجلس الإدارة، مستشهدًا بـ"صراع مصالح محتمل في المستقبل" مع دوره كرئيس تنفيذي لـ تيسلا بسبب تطوير تيسلا للذكاء الاصطناعي للسيارات ذاتية القيادة. يزعم سام ألتمان أن ماسك اعتقد أن "أوبن إيه آي" قد تخلفت عن لاعبين آخرين مثل جوجل، واقترح ماسك بدلًا من ذلك الاستحواذ على "أوبن إيه آي" بنفسه، وهو ما رفضه مجلس الإدارة. غادر ماسك "أوبن إيه آي" لاحقًا.
في فبراير 2019، تم الإعلان عن جي بي تي-2، الذي لفت الانتباه لقدرته على توليد نصوص شبيهة بالنصوص التي يكتبها البشر.

### 2019: الانتقال إلى الربحية
في عام 2019، تحولت "أوبن إيه آي" من منظمة غير ربحية إلى منظمة ربحية "محددة الربح"، حيث تم تحديد الربح بـ 100 مرة من أي استثمار. وفقًا لـ"أوبن إيه آي"، يسمح نموذج الربح المحدد لـ "أوبن أيه آي العالمية المحدودة" بجذب الاستثمار بشكل قانوني من صناديق المخاطرة، بالإضافة إلى منح الموظفين حصصًا في الشركة. يعمل العديد من كبار الباحثين لدى جوجل برين أو ديب مايند أو فيسبوك، التي تقدم خيارات أسهم لا يمكن لمنظمة غير ربحية تقديمها. قبل الانتقال، كان الإفصاح العام عن تعويضات كبار الموظفين في "أوبن إيه آي" مطلوبًا قانونًا.
ثم وزعت الشركة الأسهم على موظفيها ودخلت في شراكة مع مايكروسوفت،  معلنةً عن حزمة استثمار بقيمة مليار دولار أمريكي في الشركة. منذ ذلك الحين، تعمل أنظمة "أوبن إيه آي" على منصة حوسبة فائقة قائمة على أزرو من مايكروسوفت.
أعلنت "أوبن أيه آي العالمية المحدودة" بعد ذلك عن نيتها ترخيص تقنياتها تجاريًا. وخططت لإنفاق مليار دولار أمريكي "في غضون خمس سنوات، وربما أسرع من ذلك بكثير". صرح ألتمان بأنه حتى مليار دولار أمريكي قد لا يكون كافيًا، وأن المختبر قد يحتاج في نهاية المطاف إلى "رأس مال أكثر مما جمعته أي منظمة غير ربحية على الإطلاق" لتحقيق الذكاء الاصطناعي العام.
تم النظر إلى الانتقال من منظمة غير ربحية إلى شركة ربحية محددة الربح بشكوك من قبل أورين إتزيوني من مؤسسة ألين للذكاء الاصطناعي غير الربحية، الذي وافق على أن استقطاب كبار الباحثين إلى منظمة غير ربحية أمر صعب، لكنه قال: "أنا لا أتفق مع فكرة أن المنظمة غير الربحية لا يمكنها المنافسة" وأشار إلى مشاريع ناجحة ذات ميزانية منخفضة من قبل "أوبن إيه آي" وآخرين. "إذا كان الأكبر والأفضل تمويلًا هو الأفضل دائمًا، لظلت آي بي إم هي الرقم واحد".
تعد منظمة "أوبن أيه آي" غير الربحية هي المساهم المسيطر الوحيد على "أوبن أيه آي العالمية المحدودة"، التي، على الرغم من كونها شركةً ربحية، تحتفظ بمسؤولية ائتمانية رسمية تجاه الميثاق غير الربحي لـ "أوبن أيه آي". يحظر على غالبية مجلس إدارة "أوبن أيه آي" امتلاك حصص مالية في "أوبن أيه آي العالمية المحدودة". بالإضافة إلى ذلك، يحظر على أعضاء الأقلية الذين يمتلكون حصةً في "أوبن أيه آي العالمية المحدودة" التصويت في بعض القرارات بسبب تضارب المصالح. جادل بعض الباحثين بأن تحول "أوبن أيه آي العالمية المحدودة" إلى شركة ربحية لا يتسق مع ادعاءات "أوبن إيه آي" بأنها "تؤدي إلى ديمقراطية" الذكاء الاصطناعي.

### 2020-2023: شات جي بي تي ودال-إي والشراكة مع مايكروسوفت
في عام 2020، أعلنت "أوبن إيه آي" عن جي بي تي-3، وهو نموذج لغة مدرب على مجموعات بيانات الإنترنت الكبيرة. يهدف جي بي تي-3 إلى الإجابة على الأسئلة باللغة الطبيعية، لكنه يمكنه أيضًا الترجمة بين اللغات وتوليد نص مرتجل بشكل متماسك. كما أعلنت أن واجهة برمجة التطبيقات المرتبطة به، والتي تسمى ببساطة "API"، ستشكل قلب أول منتج تجاري لها.
غادر أحد عشر موظفًا "أوبن إيه آي"، معظمهم بين ديسمبر 2020 ويناير 2021، من أجل تأسيس أنثروبيك.
في عام 2021، قدمت "أوبن إيه آي" دال-إي، وهو نموذج تعلم عميق متخصص بارع في توليد صور رقمية معقدة من الأوصاف النصية، باستخدام متغير من بنية جي بي تي-3.
في ديسمبر 2022، حظيت "أوبن إيه آي" بتغطية إعلامية واسعة النطاق بعد إطلاق معاينة مجانية لـ شات جي بي تي، وهو روبوت محادثة جديد قائم على الذكاء الاصطناعي ويعتمد على جي بي تي-3.5. وفقًا لـ"أوبن إيه آي"، تلقت المعاينة أكثر من مليون تسجيل خلال الأيام الخمسة الأولى. وفقًا لمصادر مجهولة استشهدت بها رويترز في ديسمبر 2022، كانت "أوبن أيه آي العالمية المحدودة" تتوقع إيرادات قدرها 200 مليون دولار أمريكي في عام 2023 ومليار دولار أمريكي في عام 2024.
في يناير 2023، كانت "أوبن أيه آي العالمية المحدودة" في محادثات لتمويل من شأنه أن يقدر قيمة الشركة بـ 29 مليار دولار أمريكي، أي ضعف قيمتها في عام 2021. في 23 يناير 2023، أعلنت مايكروسوفت عن استثمار جديد بقيمة 10 مليارات دولار أمريكي في "أوبن أيه آي العالمية المحدودة" على مدار عدة سنوات، وهو أمر ضروري جزئيًا لاستخدام خدمة الحوسبة السحابية أزور من مايكروسوفت. أشارت شائعات هذه الصفقة إلى أن مايكروسوفت قد تحصل على 75% من أرباح "أوبن إيه آي" حتى تسترد عائد استثمارها وحصةً قدرها 49% في الشركة. يعتقد أن الاستثمار هو جزء من جهود مايكروسوفت لدمج شات جي بي تي من "أوبن إيه آي" في محرك البحث بينغ. أعلنت جوجل عن تطبيق ذكاء اصطناعي مماثل (بارد)، بعد إطلاق شات جي بي تي، خوفًا من أن شات جي بي تي قد يهدد مكانة جوجل كمصدر أساسي للمعلومات.
في 7 فبراير 2023، أعلنت مايكروسوفت أنها تنشئ تقنية ذكاء اصطناعي تستند إلى نفس أساس شات جي بي تي في مايكروسوفت بينغ، وإيدج، ومايكروسوفت 365 ومنتجات أخرى.
في 3 مارس 2023، استقال ريد هوفمان من مقعده في مجلس الإدارة، مستشهدًا برغبته في تجنب تضارب المصالح مع استثماراته في شركات الذكاء الاصطناعي عبر "شركاء جرايلوك"، ومشاركته في تأسيس شركة "إنفليكشن إيه آي" للذكاء الاصطناعي. ظل هوفمان في مجلس إدارة مايكروسوفت، وهو مستثمر رئيسي في "أوبن إيه آي".
في 14 مارس 2023، أصدرت "أوبن إيه آي" جي بي تي-4، كواجهة برمجة تطبيقات (مع قائمة انتظار) وكميزة لشات جي بي تي بلس.
في 22 مايو 2023، نشر سام ألتمان وغريغ بروكمان وإيليا سوتسكيفر توصيات لحكم الذكاء الفائق. حيث يعتقدون أن الذكاء الفائق قد يحدث في غضون العشر سنوات القادمة، مما يسمح بـ"مستقبل أكثر ازدهارًا" وأنه "نظرًا لإمكانية وجود خطر وجودي، لا يمكننا أن نكون متفاعلين فحسب". واقترحوا إنشاء منظمة دولية للمراقبة تشبه الوكالة الدولية للطاقة الذرية للإشراف على أنظمة الذكاء الاصطناعي التي تتجاوز عتبة قدرة معينة، مشيرين إلى أنه لا ينبغي التنظيم المفرط لأنظمة الذكاء الاصطناعي الضعيفة نسبيًا على الجانب الآخر. كما دعوا إلى إجراء المزيد من الأبحاث الفنية للسلامة للذكاء الفائق، وطلبوا المزيد من التنسيق، على سبيل المثال من خلال إطلاق الحكومات لمشروع مشترك "تصبح العديد من الجهود الحالية جزءًا منه".
في يوليو 2023، أطلقت "أوبن إيه آي" مشروع المواءمة الفائقة، بهدف إيجاد كيفية مواءمة الذكاء الفائق في المستقبل في غضون 4 سنوات من خلال أتمتة أبحاث المواءمة باستخدام الذكاء الاصطناعي.
في أغسطس 2023، تم الإعلان عن أن "أوبن إيه آي" قد استحوذت على شركة "جلوبل إليمنيشن" الناشئة ومقرها نيويورك، وهي شركة تستخدم الذكاء الاصطناعي لتطوير البنية التحتية الرقمية والأدوات الإبداعية.
في 21 سبتمبر 2023، بدأت مايكروسوفت في إعادة تسمية جميع متغيرات كوبايلوت إلى مايكروسوفت كوبايلوت، بما في ذلك بينغ شات السابق ومايكروسوفت 365 كوبايلوت. تم اتباع هذه الإستراتيجية في ديسمبر 2023 من خلال إضافة "إم إس-كوبايلوت" إلى العديد من إصدارات ويندوز 11، وويندوز 10 بالإضافة إلى تطبيق مايكروسوفت كوبايلوت المستقل الذي تم إصداره لأندرويد،  وآخر تم إصداره لآي أو إس بعد ذلك.
في سبتمبر 2024، أعربت آنا ماكانجو، رئيسة الشؤون العالمية في "أوبن إيه آي"، عن دعمها لنهج المملكة المتحدة لتنظيم الذكاء الاصطناعي خلال شهادتها أمام لجنة الاتصالات والرقمنة في مجلس اللوردات، مشيرةً إلى أن الشركة تفضل "التنظيم الذكي" وترى أن ورقة المملكة المتحدة البيضاء حول الذكاء الاصطناعي هي خطوة إيجابية نحو تطوير ذكاء اصطناعي مسؤول.
في أكتوبر 2023، أعلن سام ألتمان وبينغ شياو، الرئيس التنفيذي لشركة المجموعة 42 الإماراتية للذكاء الاصطناعي، أن "أوبن إيه آي" ستسمح للأخيرة بنشر تقنية "أوبن إيه آي".
في 6 نوفمبر 2023، أطلقت "أوبن إيه آي" خدمة (بالإنجليزية: GPTs)، التي تسمح للأفراد بإنشاء إصدارات مخصصة من شات جي بي تي لأغراض محددة، مما زاد من توسيع إمكانيات تطبيقات الذكاء الاصطناعي عبر الصناعات المختلفة. وفي 14 نوفمبر 2023، أعلنت "أوبن إيه آي" أنها علقت مؤقتًا التسجيلات الجديدة لشات جي بي تي بلس بسبب ارتفاع الطلب. أعيد فتح الوصول للمشتركين الجدد بعد شهر في 13 ديسمبر.

### 2024 - حتى الآن: الجهود العامة / غير الربحية، سورا، الشراكة مع أبل
في 16 يناير 2024، ردًا على التدقيق المكثف من قِبَل المنظمين في جميع أنحاء العالم، أعلنت "أوبن إيه آي" عن تشكيل فريق مواءمةٍ جماعيٍ جديدٍ يهدف إلى تنفيذ أفكارٍ من الجمهور لضمان "توافقِ" نماذجِها "مع قيم الإنسانية". جاءت هذه الخطوة من برنامجِها العام الذي تم إطلاقُه في مايو 2023. وأوضحت الشركة أن البرنامج سيكون مُنفصلًا عن مساعيها التجارية. في 18 يناير 2024، أعلنت "أوبن إيه آي" عن شراكةٍ مع جامعة ولاية أريزونا تُتيح لها الوصول الكامل إلى ChatGPT Enterprise. تُخطط جامعة ولاية أريزونا لِدمج التكنولوجيا في جوانب مُختلفةٍ من عملياتِها، بما في ذلك الدورات الدراسية والتدريس الخاص والبحوث. وهي أول شراكةٍ لِـ"أوبن إيه آي" مع مُؤسسةٍ تعليمية.
في فبراير 2024، ذكرت تقاريرٌ أن هيئة الأوراق المالية والبورصات الأمريكية تُحقق مع "أوبن إيه آي" حول ما إذا كانَت الاتصالات الداخلية للشركة التي أجراها ألتمان قد استُخدمت لِتضليل المُستثمرين؛ وكان تحقيقٌ في تصريحات ألتمان، الذي فتحه مكتب مُدعي الولايات المتحدة في جنوب نيويورك في نوفمبر السابق، جاريًا.
في 15 فبراير 2024، أعلنت "أوبن إيه آي" عن نموذج تحويل النص إلى فيديو باسم سورا، والذي تُخطط لِإصدارِه لِلعامة في تاريخٍ غير مُحدد. وهو مُتاحٌ حاليًا لِلفِرق الحمراء لِإدارة الأضرار والمخاطر الحرجة.
في 29 فبراير 2024، تم رفع دعوى قضائيةٍ ضد "أوبن إيه آي" والرئيس التنفيذي سام ألتمان من قِبَل إيلون ماسك، الذي اتهمهم بِإعطاء الأولوية لِلأرباح على المصلحة العامة، على عكس مهمة "أوبن إيه آي" الأصلية  المتمثلة في تطوير الذكاء الاصطناعي لِمصلحة البشرية. واستشهدت الدعوى القضائية بِتَحول سياسة "أوبن إيه آي" بعد شراكتها مع Microsoft، مُشككةً في التزامِها بِمصدرِها المفتوح ومُثيرةً الجدل حول أخلاقيات الذكاء الاصطناعي مُقابل الربح. في منشورٍ على مدونتها، ذكرت "أوبن إيه آي" أن "إيلون فهم أن المهمة لا تعني بالضرورة إتاحة الذكاء الاصطناعي العام كمصدرٍ مفتوح". في مُذكرةٍ للموظفين، نفوا أيضًا كونَهم شركةً تابعةً لِمايكروسوفت بحكم الأمر الواقع.
في 11 مارس 2024، قالت "أوبن إيه آي" في ملفات المحكمة إنها "على ما يُرام دون إيلون ماسك" بعد أن غادر الشركة في عام 2018. كما ردوا على دعوى ماسك، واصفين ادعاءات الملياردير بأنها "غير مُتماسكة" و"تافهة" و"استثنائية" و"خيالية". في 11 يونيو 2024، سحب ماسك الدعوى القضائية بشكلٍ غير مُتوقع. (82) في 5 أغسطس 2024، أعاد ماسك فتح الدعوى القضائية ضد ألتمان وآخرين، زاعمًا أن ألتمان ادعى أن "أوبن إيه آي" سيتم تأسيسُها كمنظمةٍ غير ربحية.
في 15 مايو 2024، استقال إيليا سوتسكيفر من "أوبن إيه آي" وحل محله ياكوب باتشوكي لِيكون كبير العلماء. بعد ساعات، أعلن جان ليك، القائد المُشارك الآخر لِفريق المُواءمة الفائقة، عن رحيله، مُستشهدًا بتآكل السلامة والثقة في قيادة "أوبن إيه آي". أدى رحيلُهما، إلى جانب رحيل العديد من الباحثين من المجموعة، إلى قيام "أوبن إيه آي" بِدمج عمل الفريق في مجالات بحثٍ أخرى، وإغلاق مجموعة المُواءمة الفائقة رسميًا. وفقًا لِمصادر قابلَتها مجلة فورتشن، لم يتم الوفاء بِوعد "أوبن إيه آي" بِتخصيص 20% من قُدراتِها الحسابية لِمشروع المُواءمة الفائقة.
في 19 مايو 2024، أعلنت ريديت و"أوبن إيه آي" عن شراكةٍ لِدمج مُحتوى ريديت في منتجات "أوبن إيه آي"، بما في ذلك شات جي بي تي. يسمح هذا التعاون لِـ"أوبن إيه آي" بالوصول إلى واجهة برمجة تطبيقات بيانات ريديت، مما يُوفر مُحتوىً مُهيكلًا في الوقت الفعلي لِتَعزيز أدوات الذكاء الاصطناعي ومُشاركة المُستخدِمين مع مجتمعات ريديت. بالإضافة إلى ذلك، تُخطط ريديت لِتطوير ميزاتٍ جديدةٍ تعمل بِالطاقة الذكاء الاصطناعي لِلمُستخدِمين والمُشرفين باستخدام منصة "أوبن إيه آي". تتوافق الشراكة مع التزام ريديت بِالخصوصية، مع الالتزام بِسياسة المحتوى العام وشروط واجهة برمجة تطبيقات البيانات الحالية، والتي تُقيد الاستخدام التجاري دون موافقة. ستعمل "أوبن إيه آي" أيضًا كشريك إعلانٍ لِـ ريديت.
في 22 مايو 2024، أبرمت شركة "أوبن أيه آي" اتفاقية مع شركة "نيوز كورب" لدمج محتوى إخباري من صحف "وول ستريت جورنال" و"نيويورك بوست" و"ذا تايمز" و"صنداي تايمز" في منصتها للذكاء الاصطناعي. في غضون ذلك، اختارت منشورات أخرى مثل صحيفة "نيويورك تايمز" مقاضاة "أوبن أيه آي" و"مايكروسوفت" لانتهاك حقوق النشر بسبب استخدام محتواها لتدريب نماذج الذكاء الاصطناعي.
وفي 29 مايو 2024، أفاد موقع "أكسيوس" أن "أوبن أيه آي" قد وقعت صفقات مع "فوكس ميديا" و"ذا أتلانتيك" لمشاركة المحتوى لتعزيز دقة نماذج الذكاء الاصطناعي مثل "تشات جي بي تي" من خلال دمج مصادر إخبارية موثوقة، مما يعالج المخاوف بشأن المعلومات الخاطئة للذكاء الاصطناعي. وقد أثيرت مخاوف بشأن القرار من قبل الصحفيين، بما في ذلك أولئك الذين يعملون في هذه المطبوعات، وكذلك نقابات المطبوعات. صرحت نقابة "فوكس" قائلة: "كصحفيين وعمال، لدينا مخاوف جدية بشأن هذه الشراكة، التي نعتقد أنها قد تؤثر سلبا على أعضاء نقابتنا، ناهيك عن المخاوف الأخلاقية والبيئية الموثقة جيدا المحيطة باستخدام الذكاء الاصطناعي التوليدي".
اتهمت مجموعة من تسعة موظفين حاليين وسابقين في "أوبن أيه آي" الشركة بإعطاء الأولوية للأرباح على حساب السلامة، واستخدام اتفاقيات تقييدية لإسكات المخاوف، والمضي قدمًا بسرعة كبيرة مع إدارة مخاطر غير كافية. ويدعون إلى مزيد من الشفافية، وحماية المبلغين عن المخالفات، والتنظيم التشريعي لتطوير الذكاء الاصطناعي.
وفي 10 يونيو 2024، أُعلن في مؤتمر أبل العالمي للمطورين أن "أوبن أيه آي" قد دخلت في شراكة مع شركة "أبل" لجلب ميزات "شات جي بي تي" إلى "أبل إنتليجنس" و"آيفون".
وفي 13 يونيو 2024، أعلنت "أوبن أيه آي" أن بول ناكاسوني، الرئيس السابق لوكالة الأمن القومي، سينضم إلى مجلس إدارة الشركة. كما انضم ناكاسوني إلى اللجنة الفرعية للأمن بالشركة.
في 24 يونيو 2024، استحوذت "أوبن أيه آي" على شركة "مالتي"، وهي شركة ناشئة تدير منصة تعاون قائمة على "زووم".
وفي يوليو 2024، ذكرت وكالة "رويترز" أن "أوبن أيه آي" تعمل على مشروع يحمل الاسم الرمزي "ستروبري" (المعروف سابقًا باسم Q*) يهدف إلى تعزيز قدرات التفكير في الذكاء الاصطناعي. ويفيد التقرير أن المشروع يسعى إلى تمكين الذكاء الاصطناعي من التخطيط للمستقبل، والتنقل عبر الإنترنت بشكل مستقل، وإجراء "بحث معمق". تم إطلاق المشروع رسميًا في 12 سبتمبر وأطلق عليه اسم "o1 - أو 1″.
وفي 5 أغسطس، أفاد موقع "تك كرانش" أن جون شولمان، المؤسس المشارك لشركة "أوبن أيه آي"، قد غادر الشركة للانضمام إلى شركة "أنثروبيك" المنافسة في مجال الذكاء الاصطناعي. وأشار شولمان إلى رغبته في التركيز بشكل أعمق على أبحاث محاذاة الذكاء الاصطناعي كسبب لانتقاله. بالإضافة إلى ذلك، سيأخذ جريج بروكمان، رئيس "أوبن أيه آي" والمؤسس المشارك، إجازة ممتدة حتى نهاية العام.
في 25 سبتمبر، أعلنت ميرا موراتي، كبيرة مسؤولي التكنولوجيا في "أوبن أيه آي"، عن مغادرتها للشركة "لخلق الوقت والمساحة للقيام باستكشافي الخاص". وقد أفيد سابقًا أن موراتي كانت من بين أولئك الذين أعربوا عن مخاوفهم لمجلس الإدارة بشأن ألتمان.
في أكتوبر 2024، جمعت "أوبن أيه آي" 6.6 مليار دولار من المستثمرين، مما قد يرفع قيمة الشركة إلى 157 مليار دولار ويعزز مكانتها كواحدة من أكثر الشركات الخاصة قيمة على مستوى العالم. واجتذب التمويل شركات رأس المال الاستثماري العائدة مثل "ثرايف كابيتال" و"خوسلا فينتشرز"، إلى جانب شركة "مايكروسوفت" الداعمة الرئيسية ومستثمرين جدد مثل "إنفيديا" و"سوفت بنك". أبلغت سارة فراير، المديرة المالية لشركة "أوبن أيه آي"، الموظفين أن عرض شراء الأسهم سيتبع التمويل، على الرغم من أنه لم يتم تحديد التفاصيل بعد. استثمرت "ثرايف كابيتال" حوالي 1.2 مليار دولار، مع خيار إضافي بقيمة مليار دولار في حالة تحقيق أهداف الإيرادات. لم تشارك "أبل"، على الرغم من اهتمامها الأولي، في جولة التمويل هذه.
أطلقت شركة أوبن مساعداً صوتيا جديدا طال انتظاره لجميع المستخدمين المشتركين في الخدمة المدفوعة لروبوت الدردشة الخاص بمنصة "تشات جي بي تي"، بعد أربعة أشهر من كشف شركة الذكاء الاصطناعي عن الميزة لأول مرة في حدث إطلاق المنتج.

## المشاركون

### الموظفون الرئيسيون
- الرئيس التنفيذي والمؤسس المشارك: سام ألتمان، الرئيس السابق لمسرع الشركات الناشئة واي كومبناتور.
- الرئيس والمؤسس المشارك: غريغ بروكمان، كبير مسؤولي التكنولوجيا السابق، الموظف الثالث في سترايب.[111]
- كبير مسؤولي العلوم: ياكوب باتشوكي، مدير الأبحاث السابق في "أوبن إيه آي".[90]
- كبير مسؤولي التشغيل: براد لايتكاب، سابقًا في واي كومبناتور، وجي بي مورغان تشيس.[112]
- كبير مسؤولي الشؤون المالية: سارة فراير، الرئيسة التنفيذية السابقة في نيكستدور وكبيرة مسؤولي الشؤون المالية السابقة في شركة سكوير.[113]
- كبير مسؤولي المنتجات: كيفن ويل، سابقًا في تويتر، وميتا بلاتفورمز.[113]

### مجلس إدارة منظمة أوبن أيه آي غير الربحية
- بريت تايلور (رئيس مجلس الإدارة)
- سام ألتمان
- لورانس سامرز
- آدم دانجيلو
- سو ديزموند هيلمان [الإنجليزية]
- نيكول سيليجمان [الإنجليزية]
- فيدجي سيمو
- بول ناكاسوني [الإنجليزية]
، [114] المدير السابق لوكالة الأمن القومي الأمريكية (2018-2024)
- زيكو كولتر [115]

مصادر:

### المستثمرين الفرديين الرئيسيين
مصدر:
- ريد هوفمان، مؤسس مشارك في لينكد إن.[117]
- بيتر ثيل، مؤسس مشارك في باي بال.[117]
- جيسيكا ليفينغستون [الإنجليزية]
، شريك مؤسس في شركة "واي كومبيناتور".
- إيلون ماسك، مؤسس مشارك.

### المستثمرون من الشركات
- مايكروسوفت[118]
- خوسلا فنتشرز [الإنجليزية]
[119]
- إنفوسيس[120]
- ثرايف كابيتال [الإنجليزية]
[121]
- واي كومبناتور[122]
- إنفيديا[123]
- مجموعة سوفت بنك[123]
- MGX (الإمارات العربية المتحدة)[123]

## الدوافع
يعتقد بعض العلماء، مثل ستيفن هوكينج وستيوارت راسل، أنه في حال اكتسبت أنظمة الذكاء الاصطناعي المتقدمة القدرة على إعادة تصميم نفسها بمعدل متزايد، فسيحدث ما يسمى «انفجار الذكاء» الذي لا يمكن إيقافه ويمكن أن يؤدي إلى انقراض الإنسان. إيلون مسك يعتبر الذكاء الاصطناعي أكبر تهديد وجودي للبشرية. وقد نظم المؤسسون أوبن أيه آي كمؤسسة غير هادفة للربح حتى يتمكنوا من تركيز أبحاثهم على خلق تأثير إيجابي على المدى الطويل.

## المنتجات والتطبيقات

### توليد النصوص
روجت الشركة للمحولات التوليدية المُدربة مُسبقًا (GPT).

#### جي بي تي-1

نموذج جي بي تي الأصلي

نُشرت الورقة البحثية الأصلية حول التدريب التوليدي المسبق لنموذج لغة قائم على المحولات، والتي كتبها أليك رادفورد وزملاؤه، كمسودة أولية على موقع "أوبن أيه آي" الإلكتروني في 11 يونيو 2018. أظهرت كيف يُمكن لنموذج توليدي للغة اكتساب المعرفة بالعالم ومعالجة التبعيات بعيدة المدى من خلال التدريب المسبق على مجموعة نصوص متنوعة مع فترات طويلة من النصوص المتصلة.

#### جي بي تي-2

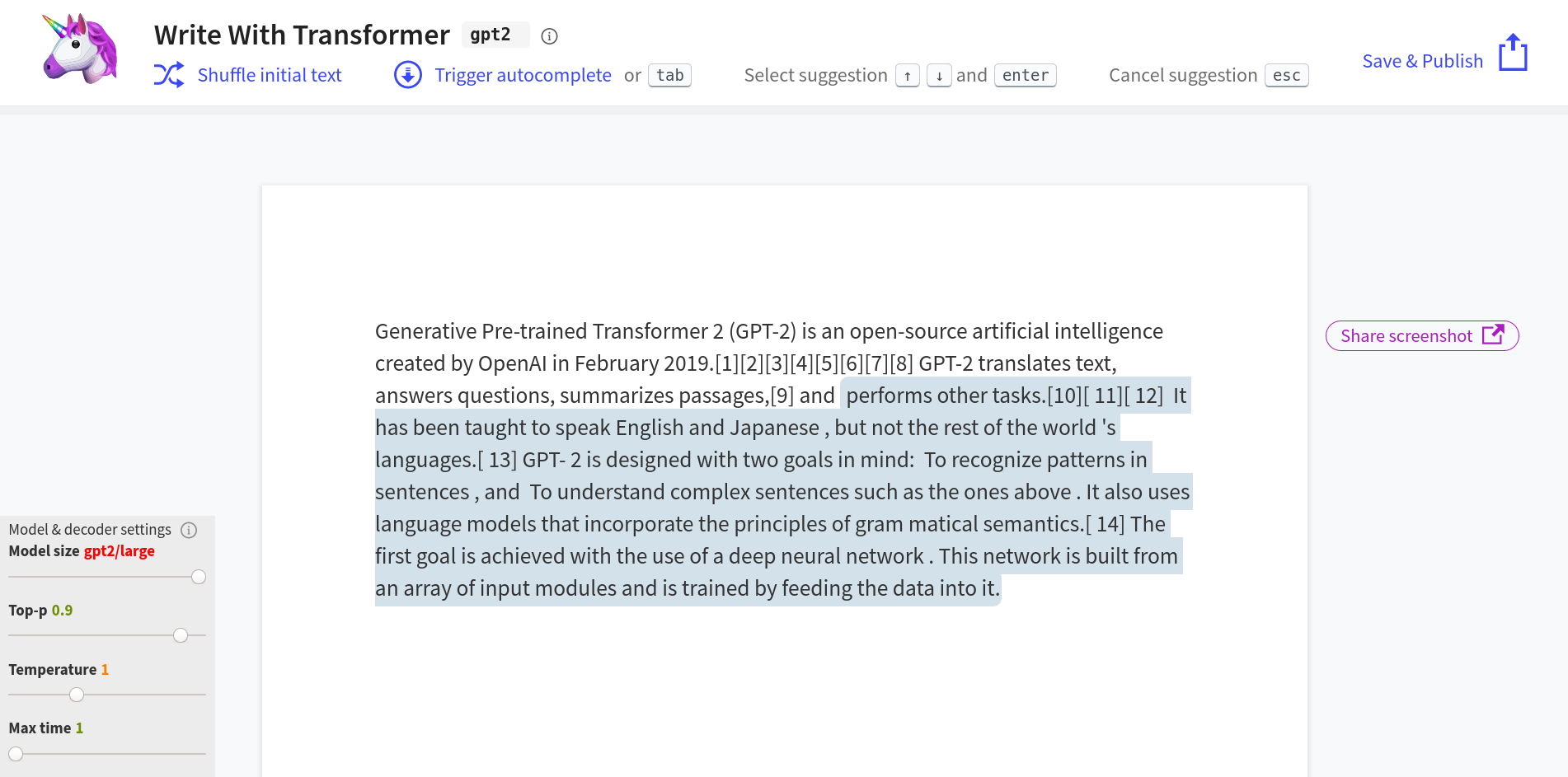
مثال على جي بي تي-2 وهو يكتب فقرة بناء على مطالبة من مقال ويكيبيديا المتعلق به في فبراير 2021

### تصنيف الصور

#### كليب
تم الكشف عن "CLIP" نموذج التدريب المسبق اللغوي-الصوري التبايني (بالإنجليزية: Contrastive Language–Image Pre-training) في عام 2021، وهو نموذج مدرب لتحليل التشابه الدلالي بين النصوص والصور. ويُمكن استخدامه بشكل خاص لتصنيف الصور.

#### دال-إي

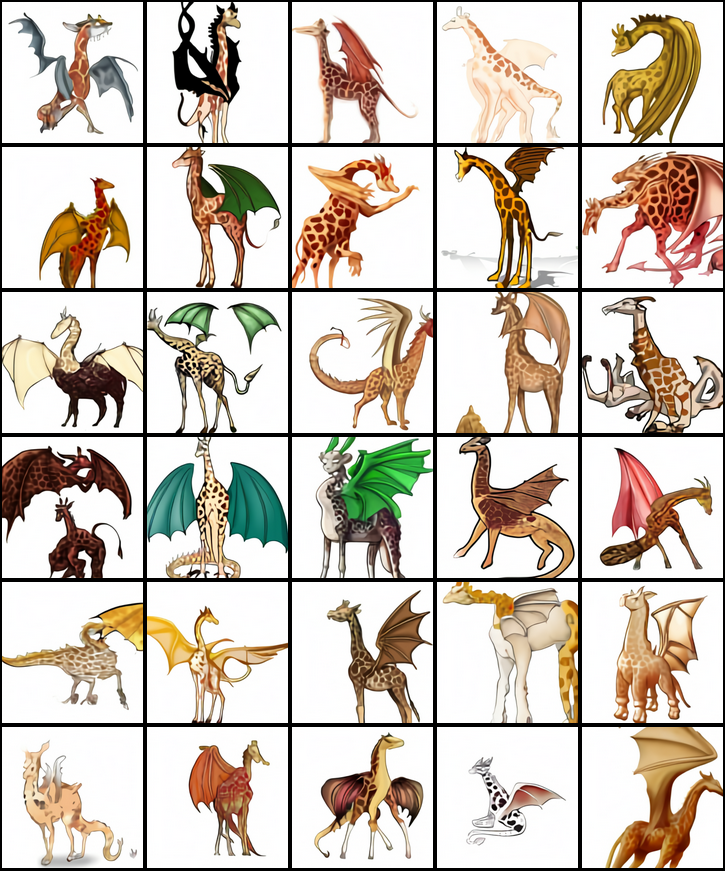
صور أنتجتها خدمة "دال-إي" عند إعطائها النص التوجيهي: "رسم توضيحيّ احترافيّ عالي الجودة لكائن خياليّ مكوّن من زرافة وتنّين. زرافة تقلّد تنّينًا. زرافة مصنوعة من تنّين".

## روابط خارجية
- الموقع الرسمي
- أوبن أيه آي على موقع Hugging Face (الإنجليزية)